# بطولة كأس الاتحاد الآسيوي للأندية للسيدات 2002
بطولة الأندية الآسيوية للكرة الطائرة للسيدات 2002 هي النسخة الرابعة من بطولة الأندية الآسيوية، البطولة الأبرز للأندية النسائية في كرة الطائرة على مستوى القارة الآسيوية، والتي ينظمها الاتحاد الآسيوي (AVC). استضافت بانكوك، عاصمة تايلاند، منافسات البطولة في الفترة من 22 إلى 27 مايو 2002، بمشاركة ثمانية أندية آسيوية.

## الدور التمهيدي

### المجموعة أ
| م | Team                      | Pld | W | L | Pts | SW | SL | SR    | SPW | SPL | SPR   | ت                 |
| - | ------------------------- | --- | - | - | --- | -- | -- | ----- | --- | --- | ----- | ----------------- |
| 1 | بي إي سي ورلد (كرة طائرة) | 3   | 3 | 0 | 6   | 9  | 1  | 9٫000 | 248 | 172 | 1٫442 | الدور قبل النهائي |
| 2 | راحات ألماتي              | 3   | 2 | 1 | 5   | 6  | 5  | 1٫200 | 0   | 0   | —     | الدور قبل النهائي |
| 3 | المعهد الأسترالي للرياضة  | 3   | 1 | 2 | 4   | 5  | 7  | 0٫714 | 269 | 296 | 0٫909 | تحديد المراكز 5-8 |
| 4 | جياي باي بانغ             | 3   | 0 | 3 | 3   | 2  | 9  | 0٫222 | 0   | 0   | —     | تحديد المراكز 5-8 |

| التاريخ |                           | النتيجة |                           | الشوط 1 | الشوط 2 | الشوط 3 | الشوط 4 | الشوط 5 | المجموع |
| ------- | ------------------------- | ------- | ------------------------- | ------- | ------- | ------- | ------- | ------- | ------- |
| 22 مايو | بي إي سي ورلد (كرة طائرة) | 3–1     | المعهد الأسترالي للرياضة  | 25–20   | 25–16   | 23–25   | 25–17   |         | 98–78   |
| 22 مايو | راحات ألماتي              | 3–1     | جياي باي بانغ             |         |         |         |         |         |         |
| 23 مايو | راحات ألماتي              | 0–3     | بي إي سي ورلد (كرة طائرة) | 13–25   | 12–25   | 15–25   |         |         | 40–75   |
| 23 مايو | المعهد الأسترالي للرياضة  | 3–1     | جياي باي بانغ             | 25–20   | 30–28   | 23–25   | 26–24   |         | 104–97  |
| 24 مايو | جياي باي بانغ             | 0–3     | بي إي سي ورلد (كرة طائرة) | 23–25   | 18–25   | 13–25   |         |         | 54–75   |
| 24 مايو | المعهد الأسترالي للرياضة  | 1–3     | راحات ألماتي              | 19–25   | 28–26   | 20–25   | 20–25   |         | 87–101  |

### المجموعة ب
| م | Team                               | Pld | W | L | Pts | SW | SL | SR    | SPW | SPL | SPR   | ت                 |
| - | ---------------------------------- | --- | - | - | --- | -- | -- | ----- | --- | --- | ----- | ----------------- |
| 1 | هيسميتسو سبرينغز                   | 3   | 3 | 0 | 6   | 9  | 0  | MAX   | 227 | 163 | 1٫393 | الدور قبل النهائي |
| 2 | فريق شنغهاي للكرة الطائرة للسيدات  | 3   | 2 | 1 | 5   | 6  | 5  | 1٫200 | 0   | 0   | —     | الدور قبل النهائي |
| 3 | مدرسة تشونغ شان الصناعية والتجارية | 3   | 1 | 2 | 4   | 5  | 6  | 0٫833 | 0   | 0   | —     | تحديد المراكز 5-8 |
| 4 | فريق جاكرتا للكرة الطائرة          | 3   | 0 | 3 | 3   | 0  | 9  | 0٫000 | 0   | 0   | —     | تحديد المراكز 5-8 |

| التاريخ |                                    | النتيجة |                                    | الشوط 1 | الشوط 2 | الشوط 3 | الشوط 4 | الشوط 5 | المجموع |
| ------- | ---------------------------------- | ------- | ---------------------------------- | ------- | ------- | ------- | ------- | ------- | ------- |
| 22 مايو | هيسميتسو سبرينغز                   | 3–0     | فريق جاكرتا للكرة الطائرة          | 25–22   | 25–14   | 25–14   |         |         | 75–50   |
| 22 مايو | فريق شنغهاي للكرة الطائرة للسيدات  | 3–2     | مدرسة تشونغ شان الصناعية والتجارية |         |         |         |         |         |         |
| 23 مايو | هيسميتسو سبرينغز                   | 3–0     | فريق شنغهاي للكرة الطائرة للسيدات  | 25–21   | 25–15   | 27–25   |         |         | 77–61   |
| 23 مايو | مدرسة تشونغ شان الصناعية والتجارية | 3–0     | فريق جاكرتا للكرة الطائرة          |         |         |         |         |         |         |
| 24 مايو | فريق جاكرتا للكرة الطائرة          | 0–3     | فريق شنغهاي للكرة الطائرة للسيدات  | 14–25   | 20–25   | 9–25    |         |         | 43–75   |
| 24 مايو | مدرسة تشونغ شان الصناعية والتجارية | 0–3     | هيسميتسو سبرينغز                   | 16–25   | 22–25   | 14–25   |         |         | 52–75   |

## تحديد المراكز من الخامس إلى الثامن

### الدور قبل النهائي
| التاريخ |                                    | النتيجة |                           | الشوط 1 | الشوط 2 | الشوط 3 | الشوط 4 | الشوط 5 | المجموع |
| ------- | ---------------------------------- | ------- | ------------------------- | ------- | ------- | ------- | ------- | ------- | ------- |
| 26 مايو | المعهد الأسترالي للرياضة           | 3–1     | فريق جاكرتا للكرة الطائرة | 25–19   | 13–25   | 25–17   | 25–17   |         | 88–78   |
| 26 مايو | مدرسة تشونغ شان الصناعية والتجارية | 3–1     | جياي باي بانغ             | 25–22   | 23–25   | 25–15   | 25–10   |         | 98–72   |

### تحديد المركز السابع
| التاريخ |                           | النتيجة |               | الشوط 1 | الشوط 2 | الشوط 3 | الشوط 4 | الشوط 5 | المجموع |
| ------- | ------------------------- | ------- | ------------- | ------- | ------- | ------- | ------- | ------- | ------- |
| 27 مايو | فريق جاكرتا للكرة الطائرة | 1–3     | جياي باي بانغ |         |         |         |         |         |         |

### تحديد المركز الخامس
| التاريخ |                          | النتيجة |                                    | الشوط 1 | الشوط 2 | الشوط 3 | الشوط 4 | الشوط 5 | المجموع |
| ------- | ------------------------ | ------- | ---------------------------------- | ------- | ------- | ------- | ------- | ------- | ------- |
| 27 مايو | المعهد الأسترالي للرياضة | 1–3     | مدرسة تشونغ شان الصناعية والتجارية | 25–21   | 17–25   | 23–25   | 13–25   |         | 78–96   |

## الدور النهائي

### الدور قبل النهائي
| التاريخ |                           | النتيجة |                                   | الشوط 1 | الشوط 2 | الشوط 3 | الشوط 4 | الشوط 5 | المجموع |
| ------- | ------------------------- | ------- | --------------------------------- | ------- | ------- | ------- | ------- | ------- | ------- |
| 26 مايو | بي إي سي ورلد (كرة طائرة) | 3–0     | فريق شنغهاي للكرة الطائرة للسيدات | 25–17   | 25–14   | 29–27   |         |         | 79–58   |
| 26 مايو | هيسميتسو سبرينغز          | 3–0     | راحات ألماتي                      | 25–14   | 25–20   | 25–15   |         |         | 75–49   |

### تحديد المركز الثالث
| التاريخ |                                   | النتيجة |              | الشوط 1 | الشوط 2 | الشوط 3 | الشوط 4 | الشوط 5 | المجموع |
| ------- | --------------------------------- | ------- | ------------ | ------- | ------- | ------- | ------- | ------- | ------- |
| 27 مايو | فريق شنغهاي للكرة الطائرة للسيدات | 1–3     | راحات ألماتي | 12–25   | 25–21   | 19–25   | 23–25   |         | 79–96   |

### النهائي
| التاريخ |                           | النتيجة |                  | الشوط 1 | الشوط 2 | الشوط 3 | الشوط 4 | الشوط 5 | المجموع |
| ------- | ------------------------- | ------- | ---------------- | ------- | ------- | ------- | ------- | ------- | ------- |
| 27 مايو | بي إي سي ورلد (كرة طائرة) | 0–3     | هيسميتسو سبرينغز | 20–25   | 12–25   | 12–25   |         |         | 44–75   |

## الترتيب النهائي
| المركز | الفريق                             |
| ------ | ---------------------------------- |
| الأول  | هيسميتسو سبرينغز                   |
| الثاني | بي إي سي ورلد (كرة طائرة)          |
| الثالث | راحات ألماتي                       |
| 4      | فريق شنغهاي للكرة الطائرة للسيدات  |
| 5      | مدرسة تشونغ شان الصناعية والتجارية |
| 6      | المعهد الأسترالي للرياضة           |
| 7      | جياي باي بانغ                      |
| 8      | فريق جاكرتا للكرة الطائرة          |

## الجوائز
- أفضل لاعبة:  كيكو هارا (هيسميتسو سبرينغز[الإنجليزية])
- أفضل مُرسِلة:  بياماس كويجابو (بي إي سي ورلد (كرة طائرة)[الإنجليزية])
- أفضل ضاربة:  كوميكو ساكينو (هيسميتسو سبرينغز[الإنجليزية])
- أفضل مُصَدّة:  كوميكو ساكينو (هيسميتسو سبرينغز[الإنجليزية])
- أفضل ليبرو:  ساشيكو تاكاهاشي (هيسميتسو سبرينغز[الإنجليزية])
- أفضل مُعِدّة:  كيكو هارا (هيسميتسو سبرينغز[الإنجليزية])